# 真藤恒
真藤 恒（しんとう ひさし、1910年7月2日 - 2003年1月26日）は、日本の実業家。福岡県久留米市出身。石川島播磨重工業（現：IHI）の社長、電電公社の最終代総裁、NTT初代社長・会長を務めた。また、ドクター合理化の異名を取った。

## 来歴・人物
中学明善校（現・福岡県立明善高等学校）卒業。1934年春、九州帝国大学工学部造船学科を卒業後、播磨造船所（後の石川島播磨重工業）に入社。戦後はアメリカの「海運王」、ダニエル・ラドウィックと手を組み、当時としては画期的な手法で数々の船舶を建造し、専門の船ではそれまでの常識を破った「ズングリムックリ」型のタンカーを考え出したり、従来の貨物船が一隻ごとにオーナーと仕様を決めるオーダーメイドであったのを、あらかじめ造船所が主要スペックを決めてカタログ販売する標準船を世に送り出した。造船では二流企業でしかなかった石川島播磨重工を業界トップに押し上げ、日本の造船業の発展に尽力。1972年11月6日から社長を務め、合理化を推進したが、造船不況の中で、大規模な人員削減を実施した。建造量で三菱重工業を追い抜くという快挙を達成した直後の出来事だった。その後1979年4月2日社長を退任した。会長の座を断って、相談役に就いた。

### 電電公社民営化を推進
1981年に同社出身の土光敏夫経団連名誉会長（当時）に請われ、旧日本電信電話公社総裁に就任。同公社の民営化を積極的に推進し、1985年4月の日本電信電話株式会社（NTT）発足に伴い初代社長に就任した。
しかしリクルート事件で、同社事業への支援の謝礼として値上がり確実なリクルートコスモス（現：コスモスイニシア）非公開株1万株の譲渡を受けたことが発覚し、1988年12月12日にNTT会長を辞任。1989年3月6日にNTT法違反（収賄）容疑で元秘書ともども逮捕、東京拘置所へ収監。逮捕された後「（清廉な）土光さんが生きていたらオレは破門だな」と悔やむ。
真藤は当時78歳であり、高齢での逮捕は当時としては異例であったことが各メディアで伝えられたが、拘置所に収監された時の思い出として、初めて布団の上げ下ろしの仕方を看守から教えてもらったと語る。
1990年10月9日、東京地裁において懲役2年、執行猶予3年、追徴金2270万円の有罪判決を言い渡され、その後、確定している。そしてその罪を一切弁明せず、公職や経営の一線から身を引いていた。
最後にメディアに登場したのは1995年春、日経BPのインタビュー記事である。「民営化は万能薬ではない」とし、「大事なのは競争状態を作ることだ」、「事業の独占を放置したまま民営化すると、逆に民業圧迫になる」と語っている。
2003年1月26日0時42分、肺炎のため死去。92歳没。
息子に三井物産情報産業本部メディア事業部長、スピードネット社長、ソフトバンクBB常務、ソフトバンクIDC社長を歴任した真藤豊がいる。

## 著作
- 『電電ざっくばらん』（東洋経済新報社、1982年）
- 『NTTを創る 若い仲間のために』（東洋経済新報社、1985年） ISBN 4-492-22067-4
- 『習って覚えて真似して捨てる』（エヌ・ティ・ティ出版、1988年） ISBN 4-87188-041-9